# Burgruine Feldsberg
Die Burgruine Feldsberg liegt auf einer waldigen Hügelkuppe westlich von Pusarnitz (Gemeinde Lurnfeld) bei Spittal an der Drau.

## Beschreibung
Die einfache romanische Anlage ist schon stark verfallen. Feldsberg verfügt über einen unregelmäßigen viereckigen Grundriss, der Geländeform des Hügelplateaus folgend. Es sind nur noch geringe Reste eines Turms in Form eines Schuttkegels nachweisbar. An der Nord- und Westseite sind noch bis zu 8 m hohe Mauerzüge mit Fischgrätmauerwerk (opus spicatum) vorhanden. Der Zugang erfolgte über die Süd-Ost-Seite. Auf eine verschüttete Zisterne weist eine kreisförmige Mulde im Nordwinkel hin.

## Geschichte
Der Vorgängerbau der Burg Feldsberg war die Burgruine Hohenburg oberhalb von Feldsberg.
Die erste urkundliche Erwähnung erfolgte 1189 durch Hainricus de Veldisberc, einen salzburgischen Ministerialen. Die Burg Feldsberg war ein Zankapfel in Streitigkeiten der Grafen von Görz mit dem salzburgischen Erzbistum. Im Jahr 1460 wurden hier teilweise die Verhandlungen zum Frieden von Pusarnitz geführt.
Die Burg dürfte sich seit Ende des 16. Jahrhunderts im Verfall befinden, nachdem die Gerichtsbarkeit von Feldsberg nach Sachsenburg verlegt worden war. Der letzte Pfleger ist für das Jahr 1586 belegt, 1658 wurde das Bauwerk bereits als ruinös beschrieben.